# Uładzimir Terauski
Uładzimir Wasilewicz Terauski lub Cierauski (biał. Уладзімір Васілевіч Тэраўскі (Цераўскі), ros. Владимир Васильевич Теравский, Władimir Wasiljewicz Tierawski, ur. 23 listopada 1871 w Romanowie w powiecie słuckim, zm. 10 listopada 1938 w Mińsku) – białoruski dyrygent, kompozytor, folklorysta, nauczyciel, pracownik cerkwi prawosławnej, autor melodii hymnu Białoruskiej Republiki Ludowej; więziony i rozstrzelany przez władze radzieckie w okresie wielkiego terroru.

## Życiorys

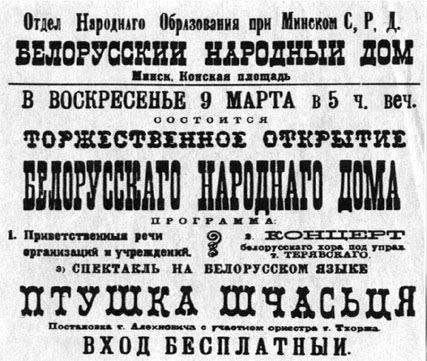
Program otwarcia Białoruskiego Domu Ludowego 9 marca 1919 roku z planowanym koncertem chóru pod kierownictwem Terauskiego

Urodził się 23 (11 st. st.) listopada 1871 roku w miasteczku Romanowo, w powiecie słuckim guberni mińskiej Imperium Rosyjskiego (obecnie wieś Lenino w rejonie słuckim Białorusi). Był młodszym synem prawosławnego duchownego, kierownika chóru cerkiewnego Wasila Terauskiego. W 1889 roku ukończył szkołę duchowną w Słucku. Uczył się w seminarium duchownym w Mińsku. W latach 1892–1895 odbywał służbę wojskową w Armii Imperium Rosyjskiego. Od 1895 roku był kontrolerem na Kolei Libawsko-Romieńskiej. Od 1897 roku pracował w Uralskich Fabrykach grafa Strogonowa, służył jako regent, nauczyciel w guberni permskiej. Będąc na Uralu kierował amatorskimi chórami robotniczymi w zakładach kolejowych: Bilimbajewskim i Szajtanskim. Śpiewał w grupie muzycznej rosyjskiego dyrygenta Dmitrija Agreniowa-Sławianskiego, w repertuarze którego były m.in. białoruskie pieśni ludowe.
W 1900 roku (według innego źródła – 1901) przyjechał do Mińska, gdzie był współpracownikiem mińskiego oddziału państwowego banku. Od 1901 roku pracował jako urzędnik kancelaryjny 2. kategorii w Mińskiej Izbie Kontroli. Jednocześnie stał na czele chóru cerkwi św. Marii Magdaleny i amatorskiego chóru Mińskiego Towarzystwa Trzeźwości. Był też nauczycielem śpiewu i gimnastyki w Gubernialnym Ośrodku Opieki nad Przytułkami Dziecięcymi. W 1904 roku biskup miński i turowski Michał (Tiemnorusow) mianował go lektorem w soborze katedralnym świętych Piotra i Pawła. Jednocześnie pełnił funkcję pomocnika regenta Mińskiego Chóru Arcybiskupiego. Następnie był lektorem w cerkwi św. Marii Magdaleny i nauczycielem śpiewu 3. Mińskiej Szkoły Parafialnej. Wchodził w skład Towarzystwa Twórców Sztuki Białoruskiej. W lipcu 1914 roku założył Miński Białoruski Chór z narodowym białoruskim repertuarem, który w 1917 roku wszedł w skład Pierwszego Białoruskiego Towarzystwa Dramatu i Komedii. Współorganizował ośrodek kulturalno-oświatowy przy „Białoruskiej chatce”. W latach 1918–1919 kierował kapelą chórową w Białoruskim Teatrze Radzieckim. Należał do Towarzystwa Pracowników Białoruskiej Sztuki. Jesienią 1919 roku na zaproszenie rektora Mińskiego Instytutu Pedagogicznego Usiewałada Ihnatouskiego pracował jako wykładowca. Latem 1920 roku w Osipowiczach został aresztowany przez władze polskie. Pełnił funkcję głównego chórmistrza w Białoruskim Teatrze Państwowym w Mińsku (BDT-1) od czasu jego założenia.

### Radzieckie represje i rozstrzelanie
3 września 1921 roku został wraz z żoną Nadzieją Procharauną aresztowany w Mińsku przez Czeka. Sądzony był w ramach jednej sprawy z artystami Usiewaładem Falskim, Uładzimirem Kubarem, jego żoną Nadzieją Kubar, kierownikiem wydziału dezynfekcji Ludowego Komisariatu Ochrony Zdrowia Siamionem Wałaczkowiczem, starszym mechanikiem Mińskiego Telegrafu Hierasimem Ramanczykiem, telegrafistami Michaiłem Bakunem i Hanną Brujewicz oraz pielęgniarką Sinklicikiją Małczanawą. 23 września został skazany decyzją kolegium OGPU ZSRR na rozstrzelanie, wkrótce jednak wyrok został zmieniony na 5 lat więzienia. Karę odbywał w domu poprawczym w Smoleńsku. Jego żonę skazano na rok prac przymusowych w Mińskim Obozie Pracy. 24 maja 1923 roku został przedterminowo zwolniony w celu przygotowania i udziału BDT-1 we Wszechzwiązkowej Wystawie Rolniczej w Moskwie. Następnie kierował zespołami chórowymi Białoruskiego Uniwersytetu Państwowego, Mińskim Technikum Pedagogicznym i związku zawodowym pocztowców-telegrafistów. Brał udział w pracach sekcji muzycznej Instytutu Kultury Białoruskiej. Po 1930 roku został zwolniony z pracy i oskarżony o „narodowy demokratyzm”. Ponownie służył jako lektor w cerkwi św. Marii Magdaleny. 17 sierpnia 1938 roku został aresztowany po raz drugi. 1 listopada 1938 roku został uznany przez trójkę NKWD za „agenta polskiego wywiadu” i skazany na rozstrzelanie. Wyrok wykonano 10 listopada 1938 roku w więzieniu NKWD w Mińsku.
1 października 1957 roku został zrehabilitowany przez trybunał BWA w sprawie z 1938 roku. 6 sierpnia 1996 roku został zrehabilitowany przez prokuraturę BWA w sprawie z 1921 roku. Dokumenty w sprawach Uładzimira Terauskiego wraz z fotografiami przechowywane są w archiwum Komitetu Bezpieczeństwa Państwowego Białorusi. Sprawa grupowa z 1921 roku znajduje się pod numerem № 20479, sprawa z 1938 roku pod numerem № 10927-с.

## Rola w białoruskim ruchu narodowym
Uładzimir Terauski związany był z białoruskim ruchem narodowym, głównie poprzez pracę dyrygenta i kompozytora. W lipcu 1917 roku występował przed delegatami zjazdu białoruskich partii i organizacji. Podczas otwarcia I Zjazdu Wszechbiałoruskiego w grudniu 1917 roku prowadzony przez niego Miński Białoruski Chór wykonał trzy białoruskie pieśni: tzw. białoruską Marsyliankę Adwieku my spali do słów Alaksandra Mikulczyka, hymn ludowy skomponowany przez Terauskiego A chto tam idzie do wiersza Janki Kupały oraz hymn rewolucyjny Krou naszu ljuć dauno użo katy… Wszystkie trzy występy zostały przyjęte owacjami. W latach 1919–1920 wchodził w skład Tymczasowego Białoruskiego Komitetu Narodowego w Mińsku.
30 października 1919 roku napisany został przez Makara Kaścikiewicza tekst pieśni pt. My wyjdziem szczylnymi radami, do którego Uładzimir Terauski skomponował melodię. Utwór stał się hymnem państwowym Białoruskiej Republiki Ludowej.

## Twórczość
Uładzimir Terauski jest autorem muzyki dla spektakli Białoruskiego Teatru Państwowego: Biazwinnaja krou Uładzisłaua Hałubka (1918), Kawal-wajawoda Jeuscihnieja Mirowicza (1925) i innych. Jest też autorem muzyki do spektaklu Na Kupalle Michaiła Kudzielki (1921), którą ówcześni białoruscy krytycy uznali za pierwszą białoruską operę narodową. Tworzył również pieśni i romanse do słów Janki Kupały, Jakuba Kołasa, Zmitroka Biaduli i innych. Zapisywał i harmonizował pieśni ludowe. Niektóre z nich zostały opublikowane w zbiorach Biełaruski spieunik z notami na try hałasy pawodle narodnych miełodyj (1921), Biełaruski lirnik (1922) i Wajskowy zbornik (1926).